# Anthony Olusanya
Anthony Olusanya (Finlandia, 1 de febrero de 2000) es un futbolista finlandés. Su posición es la de delantero y su club es el Kalmar FF de la Superettan de Suecia.

## Trayectoria

### HJK Helsinki
El 27 de diciembre de 2022 se anunció su renovación de contrato con el club hasta 2025. En agosto de 2024 fue cedido al F. C. Haka para lo que restaba de año. Al inicio del siguiente, dejó definitivamente Helsinki para jugar en el Kalmar FF sueco.

## Selección nacional
Ha sido convocado para la categoría sub-21 de Finlandia.
En enero de 2023 fue convocado por primera vez a la selección absoluta para los partidos amistosos ante Suecia y Estonia los días 9 y 12 del mismo mes. Debutó oficialmente ante Suecia entrando de cambio al 77' por Kai Meriluoto, al final el equipo finés terminaría cayendo por marcador de 2-0. Días después volvería a jugar contra Estonia arrancando como titular y disputando todo el encuentro que terminaría perdiendo su selección por marcador de 0-1.

## Estadísticas

### Clubes
Actualizado al último partido jugado el 29 de abril de 2023.
| JBK · Finlandia | 3.ª           | 2017          | 4   | 0  | -  | - | -  | - | 4   | 0  | 0    |
| JBK · Finlandia | 3.ª           | 2018          | 1   | 1  | -  | - | -  | - | 1   | 1  | 1    |
| JBK · Finlandia | 3.ª           | 2019          | 3   | 0  | -  | - | -  | - | 3   | 0  | 0    |
| JBK · Finlandia | 3.ª           | 2020          | 1   | 0  | -  | - | -  | - | 1   | 0  | 0    |
| JBK · Finlandia | Total         | Total         | 9   | 1  | 0  | 0 | 0  | 0 | 9   | 1  | 0,11 |
| FF Jaro · Finlandia | 2.ª           | 2018          | 20  | 2  | 3  | 0 | -  | - | 23  | 2  | 0,09 |
| FF Jaro · Finlandia | 2.ª           | 2019          | 19  | 6  | 4  | 0 | -  | - | 23  | 6  | 0,26 |
| FF Jaro · Finlandia | 2.ª           | 2020          | 21  | 11 | 3  | 1 | -  | - | 24  | 12 | 0,5  |
| FF Jaro · Finlandia | Total         | Total         | 60  | 19 | 10 | 1 | 0  | 0 | 70  | 20 | 0,29 |
| Klubi-04 · Finlandia | 2.ª           | 2021          | 2   | 0  | -  | - | -  | - | 2   | 0  | 0    |
| Klubi-04 · Finlandia | Total         | Total         | 2   | 0  | 0  | 0 | 0  | 0 | 2   | 0  | 0    |
| HJK Helsinki · Finlandia | 1.ª           | 2021          | 16  | 3  | 3  | 0 | 7  | 1 | 26  | 4  | 0,15 |
| HJK Helsinki · Finlandia | 1.ª           | 2022          | 21  | 7  | 4  | 0 | 12 | 0 | 37  | 7  | 0,19 |
| HJK Helsinki · Finlandia | 1.ª           | 2023          | 2   | 0  | 5  | 2 | -  | - | 7   | 2  | 0,29 |
| HJK Helsinki · Finlandia | Total         | Total         | 39  | 10 | 12 | 2 | 19 | 1 | 70  | 13 | 0,19 |
| Total carrera | Total carrera | Total carrera | 110 | 33 | 22 | 3 | 19 | 1 | 151 | 37 | 0,25 |
| (1) Incluye datos de Copa de Finlandia. (2) Incluye datos de Liga de Campeones de la UEFA. (3) No incluye goles en partidos amistosos. |               |               |     |    |    |   |    |   |     |    |      |

## Palmarés

### Títulos nacionales
| Título                       | Club         | País      | Año  |
| ---------------------------- | ------------ | --------- | ---- |
| Veikkausliiga                | HJK Helsinki | Finlandia | 2021 |
| Veikkausliiga                | HJK Helsinki | Finlandia | 2022 |
| Copa de la Liga de Finlandia | HJK Helsinki | Finlandia | 2023 |
| Veikkausliiga                | HJK Helsinki | Finlandia | 2023 |